# Masalia galatheae
Heliothis galatheae là một loài bướm đêm trong họ Noctuidae.